# Hans-Werner Sinn

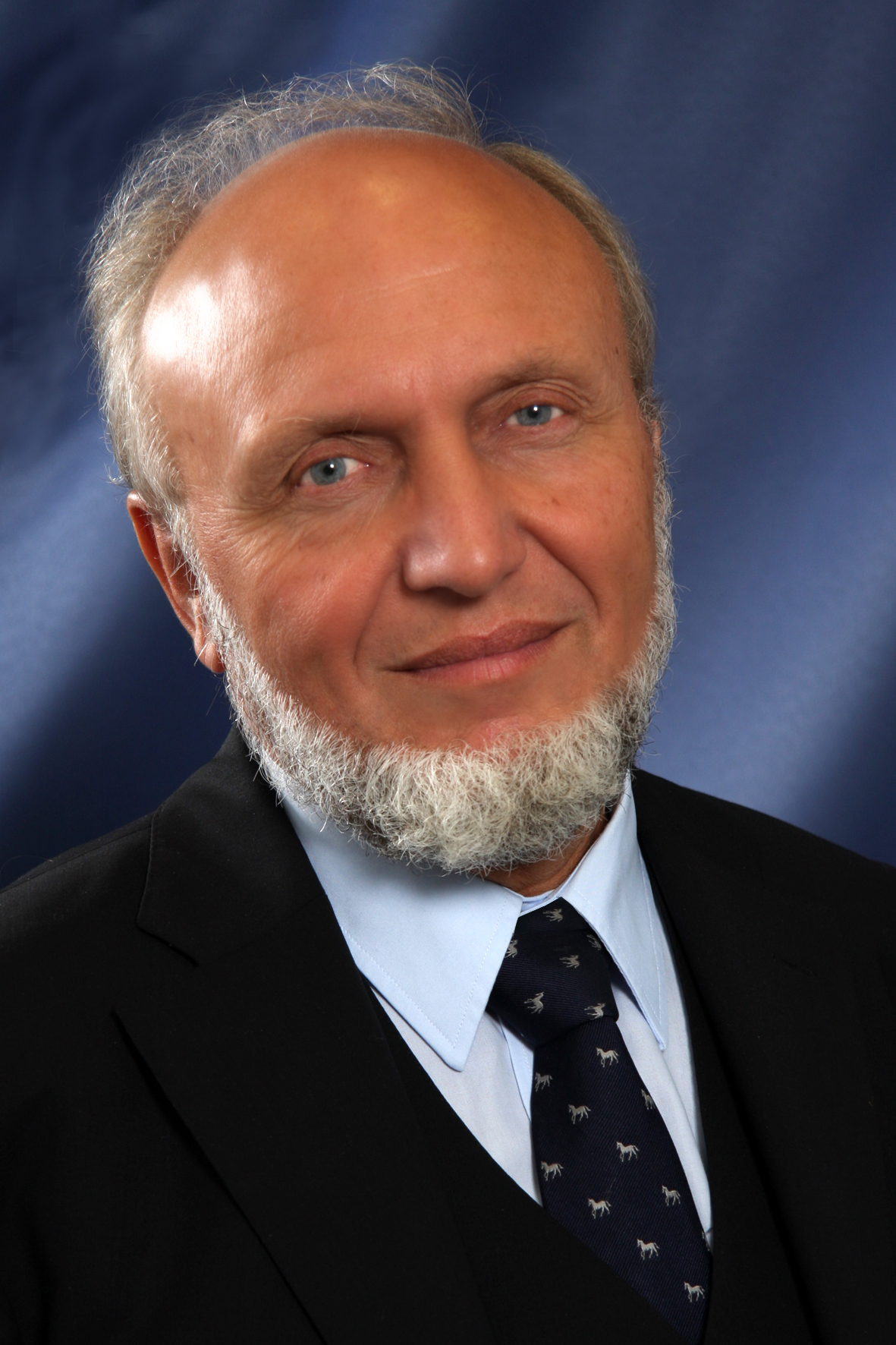
Hans-Werner Sinn in 2012

Hans-Werner Sinn (Brake, Bielefeld, 7 maart 1948) is een Duits econoom. Hij is president van het Duitse Ifo Instituut voor Economisch Onderzoek (Ifo staat hier voor "Information und Forschung"). Hij heeft meerdere boeken over vraagstukken uit de economische politiek geschreven.
- Bibsys: 90120344
- Bibliothèque nationale de France: cb12334013w (data)
- Catàleg d'autoritats de noms i títols de Catalunya: 981058512725106706
- CiNii: DA01919559
- Gemeinsame Normdatei: 128406607
- International Standard Name Identifier: 0000 0001 1035 3668
- Library of Congress Control Number: n80134130
- Nationale Bibliotheek van Letland: 000041115
- Mathematics Genealogy Project: 208180
- Nationale Bibliotheek van Tsjechië: vse2008462536
- Nationale bibliotheek van Australië: 36235260
- Nationale Bibliotheek van Israël: 987007268251105171
- Nationale Bibliotheek van Polen: a0000002929783
- Nationale en Universitaire bibliotheek Zagreb: 000053131
- Nederlandse Thesaurus van Auteursnamen: 069551715
- SNAC: w61w01fb
- Système universitaire de documentation: 03228005X
- Trove: 1234404
- Virtual International Authority File: 2543709
- WorldCat: E39PBJxMj7mfygJRBh9pmMQyVC